# Château de Landepoutre
Le Château de Landepoutre était un château français, tombé en ruines situé à Jublains, dans le département de la Mayenne et la région des Pays de la Loire. Il était situé à 2 500 mètres au Sud du bourg.

## Désignation
- Lantaportas, 989 (Cartulaire de l'Abbaye d'Évron).
- Landereposte, 1372 (Archives nationales, X/2a. 8, f. 318).
- J. de Landerepouste, 1388 (Archives nationales, P. 1.334/1, f. 90).
- Landereposte, 1595, 1635 (Registre paroissial).
- Landepoutre, chât., chapelle fondée (Hubert Jaillot).
- Lantrepoutre, château en ruine et ferme. (Carte de Cassini).

## Histoire
Seigneurie vassale de Mayenne à charge d'une paire de gants blancs, « pour la haute, moyenne et basse justice, en tant comme touche les mesures et qu'il y a tenu de la terre de Neuvevilette et de la haute justice de la terre du Boismartel et du fief de Heusevin ». 
Les détenteurs des lieux de la Godardière, de la Sonnerie de Montourtier étaient tenus à la garde des prisonniers et à l'offrande d'un chapeau de roses à la Trinité. 
En 1739, « l'ancien château était en ruine totale », sans charpente ni couverture. Au bout de l'ancien bâtiment, du côté de Jublains, on voyait les vestiges d'une « ancienne fuie et prison au-dessous ». Le bâtiment servant de grange, à ouvertures cintrées, représente probablement le vieux logis ruiné, et remplacé dès le XVIIe siècle par une maison bourgeoise accrue récemment d'un pavillon. 
La petite chapelle, à double pignon, est aussi du XVIIe siècle, dédiée à saint Jean-Baptiste. Outre quelques plâtres, elle possède une Notre-Dame de Pitié recevant debout le Christ descendu de la croix, sculpture en bois.

## Familles associées
On trouve la famille de Landepoutre non seulement à Jublains, mais à Hierré (Oisseau), à Auvers-le-Hamon, où elle possédait au XIVe siècle et au XVe siècle. les terres du Ronceray et de la Hallerie, au Grand-Beauvais de Spay où vivait au XVIIe siècle Olivier de Landepoutre, dont la descendance posséda les Chesnais de Bouessay. Les armes étaient d'argent à 3… de sable.
La Famille Martel est par alliance propriétaire de Landepoutre où elle habita. Charles de Martel justifia devant Barentin la possession de son titre de noblesse depuis 1474. Il portait : de gueules à trois marteaux d'or, 2 et 1, ou vice versa, et demeurait à Saint-Sauveur, en Poitou.

## Sources et bibliographie
- « Château de Landepoutre », dans Alphonse-Victor Angot et Ferdinand Gaugain, Dictionnaire historique, topographique et biographique de la Mayenne, Laval, A. Goupil, 1900-1910 [détail des éditions] (BNF 34106789, présentation en ligne)